# NGC 3250C
NGC 3250C is een spiraalvormig sterrenstelsel in het sterrenbeeld Luchtpomp. Het hemelobject werd op 1 februari 1835 ontdekt door de Engelse astronoom John Herschel.

## Synoniemen
- PGC 30774
- ESO 317-28
- MCG -7-22-8
- IRAS10255-3944